# Ореховая Роща
Оре́ховая Ро́ща — посёлок в составе Георгиевского района (городского округа) Ставропольского края Российской Федерации.

## Варианты названия
- Посёлок плодопитомника[2].

## География
Расстояние до краевого центра: 158 км.
Расстояние до районного центра: 5 км.

## История
Образован 30 апреля 1944 года.
В 1972 году Указом Президиума ВС РСФСР посёлок плодопитомника переименован в Ореховая Роща.
До 1 июня 2017 года находился в составе территории сельского поселения Шаумяновский сельсовет.

## Население
| 1989 | 2002 | 2010 | 2014 | 2023 |
| ---- | ---- | ---- | ---- | ---- |
| 282  | ↗354 | →354 | ↗400 | ↘300 |

По данным переписи 2002 года, 91 % населения — русские.

## Инфраструктура
- Ставропольская опытная станция по садоводству Северо-Кавказского зонального НИИ садоводства и виноградарства РАСХН

## Связь и телекоммуникации
В 2016 году в посёлке введена в эксплуатацию точка доступа к сети Интернет (передача данных осуществляется посредством волоконно-оптической линии связи).